# 1933-as Giro d’Italia
Az 1933-as Giro d’Italia volt a 21. olasz kerékpáros körverseny. Május 6-án kezdődött és május 28-án ért véget. Végső győztes az olasz Alfredo Binda lett.

## Végeredmény
|    | Versenyző           | Idő            |
| -- | ------------------- | -------------- |
| 1  | Alfredo Binda       | 111 óra 42' 41 |
| 2  | Jef Demuysere       | + 12' 34       |
| 3  | Domenico Piemontesi | + 16' 31       |
| 4  | Alfredo Bovet       | +19' 47        |
| 5  | Allegro Grandi      | + 21' 33       |
| 6  | Carlo Moretti       | + 26' 16       |
| 7  | Ludwig Geyer        | + 27' 17       |
| 8  | Jurt Stöpel         | + 28' 22       |
| 9  | Felice Gremo        | + 30' 28       |
| 10 | Camillo Erba        | + 30' 30       |